# Tyrconnell
Tyrconnell, hace referencia a las tierras ocupadas y controladas por la rama de la Uí Néill conocida como Cenél Conaill, entre los que sobresalía el clan O'Donnell.
Estas tierras comprenden el actual condado de Donegal, así como partes de Sligo, Leitrim, Tyrone, Fermanagh y Derry.
Fue gobernado ininterrumpidamente por miembros de los Uí Neill desde que los primeros miembros llegaron al territorio en torno a los siglos IV-V procedentes de Connacht hasta la Guerra de los Nueve Años Irlandesa que acabó con la conocida como Fuga de los Condes (1607). En estos acontecimientos, en entonces jefe de los O'Donnell, Red Hugh O'Donnell y su hermano Rory jugaron un papel decisivo en la resistencia frente a los ingleses.